# Восковница
Воско́вница, или воско́вник (лат. Myríca) — род растений семейства Восковницевые (Myricaceae), включающий в себя 51 вид деревьев и кустарников, распространенных в Африке, Азии, Европе, Северной и Южной Америке.

## Ботаническое описание
Среди видов рода встречаются как кустарники высотой 1 м, так и деревья высотой до 20 м. Некоторые виды листопадные, но большинство вечнозелёные.
На корнях имеются азотофиксирующие бактерии, что даёт возможность восковницам расти на почвах, бедных азотом.
Листья простые, располагаются по спирали, 2—12 см длиной, заострённые, иногда с зазубренным краем.
Соцветие — серёжка. Мужские и женские серёжки обычно развиваются на разных растениях (большинство видов рода двудомные).
Плод — маленькая костянка, обычно с восковым покрытием.

## Использование
Восковница красная (Myrica rubra) — экономически важная плодовая культура в странах Восточной и Юго-Восточной Азии.
Воск, покрывающий плоды некоторых видов, использовался в прошлом для изготовления свечей.

## Классификация

### Таксономия
- Myrica  L., 1753, Sp. Pl. : 1024

Род Восковница входит в семейство Восковницевые (Myricaceae) порядка Букоцветные (Fagales), последовательно входящего в клады Фабиды → Розиды→ Суперрозиды → Эвдикоты → Цветковые растения. Таксономическая схема в соответствии с Системой APG IV по состоянию на декабрь 2023 года:
|  |                          |  |                                   |                                   |                         |  | еще 6 семейств |            |                |                                                                  |
|  |                          |  |                                   |                                   |                         |  |                |            |                | 51 подтвержденный вид и 19 таксонов в статусе "неподтвержденных" |
|  |                          |  |                                   | порядок Букоцветные               |                         |  |                |            | род Восковница |                                                                  |
|  |                          |  |                                   | порядок Букоцветные               |                         |  |                |            | род Восковница |                                                                  |
|  | клада Цветковые растения |  |                                   |                                   | семейство Восковницевые |  |                |            |                |                                                                  |
|  | клада Цветковые растения |  |                                   |                                   |                         |  |                |            |                |                                                                  |
|  |                          |  | ещё 63 порядка цветковых растений | ещё 63 порядка цветковых растений |                         |  |                | еще 2 рода | еще 2 рода     |                                                                  |
|  |                          |  |                                   | ещё 63 порядка цветковых растений |                         |  |                |            | еще 2 рода     |                                                                  |

## Виды
- Myrica adenophora Hance
- Myrica arborea Hutch.
- Myrica brevifolia E.Mey. ex C.DC.
- Myrica cacuminis Britton & P.Wilson
- Myrica californica Cham.
- Myrica caroliniensis Mill.
- Myrica cerifera L.
- Myrica chevalieri (Parra-Os.) Christenh. & Byng
- Myrica chimanimaniana (Verdc. & Polhill) Christenh. & Byng
- Myrica cordifolia L.
- Myrica dentulata Baill.
- Myrica diversifolia Adamson
- Myrica esculenta Buch.-Ham. ex D.Don
- Myrica faya Ait.
- Myrica funckii A.Chev.
- Myrica gale L. — Восковница обыкновенная
- Myrica goetzei Engl.
- Myrica hartwegii S.Watson
- Myrica holdrigeana Lundell
- Myrica humilis Cham.
- Myrica inodora W.Bartram
- Myrica integra (A.Chev.) Killick
- Myrica integrifolia Roxb.
- Myrica interrupta Benth.
- Myrica javanica Blume
- Myrica kandtiana Engl.
- Myrica kilimandscharica Engl.
- Myrica kraussiana Buchinger
- Myrica lindeniana C.DC.
- Myrica meyeri-johannis Engl.
- Myrica microbracteata Weim.
- Myrica mildbraedii Engl.
- Myrica nana A.Chev.
- Myrica parvifolia Benth.
- Myrica pavonis C.DC.
- Myrica pensylvanica Mirb. — Восковница пенсильванская
- Myrica phanerodonta Standl.
- Myrica picardae Krug & Urb.
- Myrica pilulifera Rendle
- Myrica pringlei Greenm.
- Myrica pubescens Humb. & Bonpl. ex Willd.
- Myrica punctata Griseb.
- Myrica quercifolia L.
- Myrica rotundata Steyerm. & Maguire
- Myrica rubra (Lour.) Siebold & Zucc. — Восковница красная
- Myrica salicifolia Hochst. ex A.Rich.
- Myrica serrata Lam.
- Myrica shaferi Urb. & Britton
- Myrica singularis Parra-Os.
- Myrica spathulata Mirb.

### Синонимы
- Angeia Tidestr.
- Cerophora Raf.
- Cerothamnus Tidestr.
- Faya Webb & Berthel.
- Fayana Raf.
- Gale Duhamel
- Morella Lour.
- Pimecaria Raf.